# Sanlúcar la Mayor
Sanlúcar la Mayor est une commune située dans la province de Séville de la communauté autonome d’Andalousie en Espagne.

## Histoire
Elle avait titre de duché et de grandesse et appartenait à la maison de Guzmán : Guzman d'Olivarès fut duc de Sanlúcar.

## Administration
| Période                                  | Période | Identité | Étiquette | Qualité |
| ---------------------------------------- | ------- | -------- | --------- | ------- |
| N/A                                      | N/A     | N/A      | N/A       | Maire   |
| Les données manquantes sont à compléter. |         |          |           |         |

## Économie
- Centrale solaire de Solnova
- Centrale solaire PS10
- Centrale solaire PS20